# Rencontre (Maupassant)
Rencontre est une nouvelle de Guy de Maupassant, parue en 1882.
« Les rencontres font le charme des voyages... »

## Historique
Rencontre est initialement publiée dans la revue Le Gaulois du 26 mai 1882. La nouvelle n'a jamais été recueillie par Maupassant. L'auteur reprendra toutefois ce thème et l'histoire presque mot pour mot en 1883 dans la nouvelle Humble drame et en partie dans la nouvelle L'Attente.
Cette nouvelle de 1882 ne doit pas être confondue avec une nouvelle homonyme, parue en 1884.

## Résumé
Le narrateur est dans le massif des Maures. Dans le bateau qui le conduit de Saint-Raphaël à Saint-Tropez, il remarque une vieille dame de soixante-dix ans, anguleuse et sèche. Le bateau tangue, mais elle reste impassible.
Le lendemain matin, il la voit partir dans la diligence de Hyères. Lui va se promener pendant ce temps dans les collines au-dessus de Saint-Tropez.
En visitant un château en ruine, quelle n’est pas sa surprise de trouver la voyageuse en train de pleurer, seule. Surprise et honteuse, elle lui raconte son histoire.
Elle a eu un fils unique. Quand il avait six ans, on le lui a enlevé pour le mettre en pension. Elle ne le voyait que deux mois par an. Puis il est parti à Paris faire son droit, s’est marié et, maintenant, il est aux Indes avec sa femme. Elle est seule : son mari, ses deux sœurs sont mortes. Pour tenter d'échapper à la solitude, elle voyage depuis comme « un chien perdu. »

## Extraits
- « Le massif des Maures est un pays désert et sa capitale est Saint-Tropez, planté à l’extrémité de cette terre perdue. »

## Édition française
- Rencontre, dans Maupassant, Contes et Nouvelles, tome I, texte établi et annoté par Louis Forestier, éditions Gallimard, Bibliothèque de la Pléiade, 1974  (ISBN 978 2 07 010805 3).